# Amtsgericht Wetter (Ruhr)

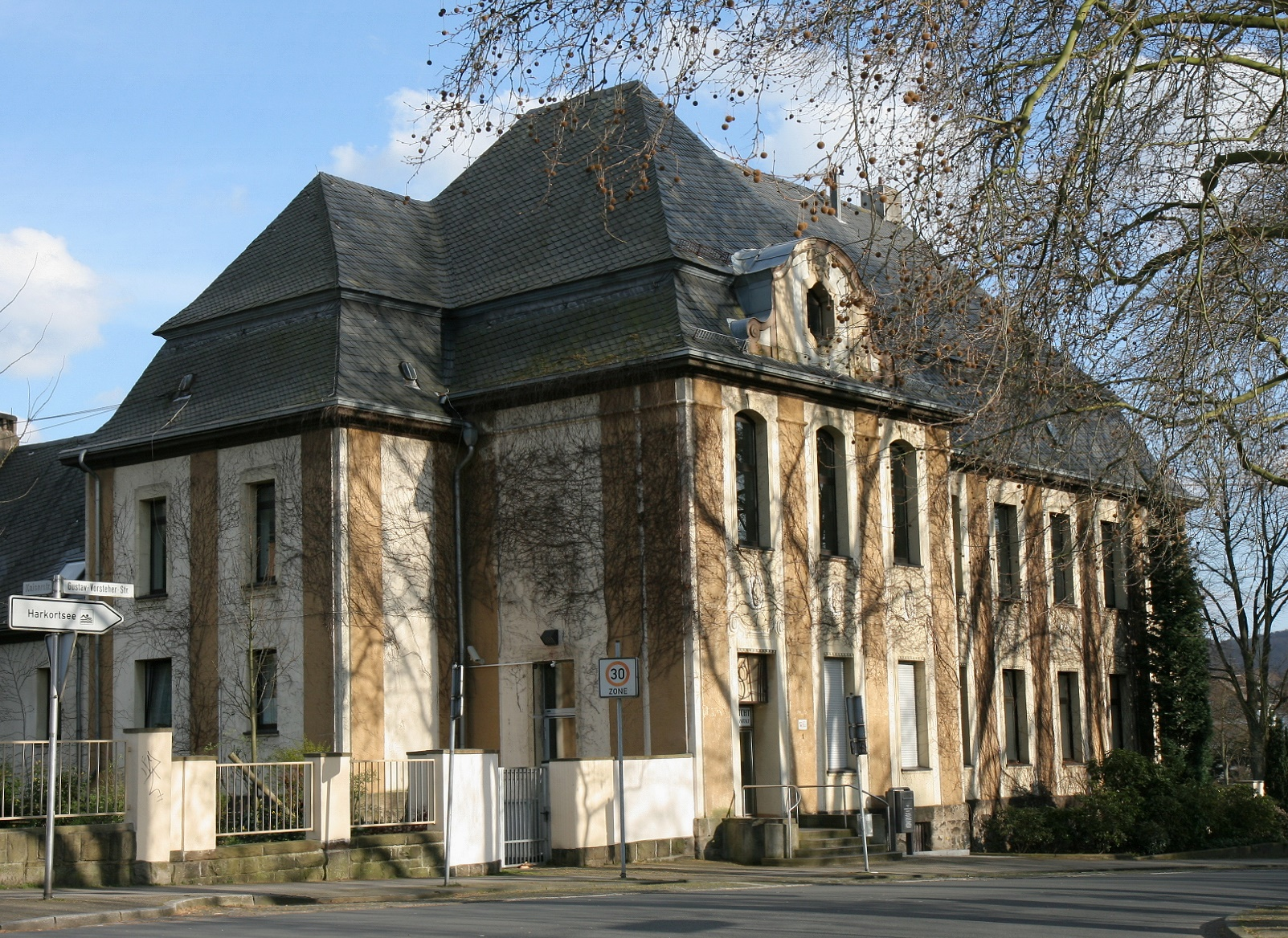
Gerichtsgebäude

Das Amtsgericht Wetter (Ruhr) ist ein Gericht der ordentlichen Gerichtsbarkeit in Deutschland. Es ist eines von neun Amtsgerichten im Bezirk des Landgerichts Hagen.

## Gerichtssitz und -bezirk
Sitz des Gerichts ist Wetter (Ruhr) im Ennepe-Ruhr-Kreis, Nordrhein-Westfalen. Der Gerichtsbezirk erstreckt sich auf das insgesamt 54 km² große Gebiet der Städte Wetter (Ruhr) und Herdecke mit rund 50.000 Einwohnern.
Für Mahn-, Zwangsversteigerungs-, Zwangsverwaltungs- und Insolvenzverfahren, für die Führung des Handels- und Genossenschaftsregisters sowie für Haft- und Schöffengerichtssachen aus dem Bezirk des Amtsgerichts Wetter ist das Amtsgericht Hagen zuständig. Die Aufgaben des Landwirtschaftsgerichts sind dem Amtsgericht Schwelm übertragen.

## Gebäude

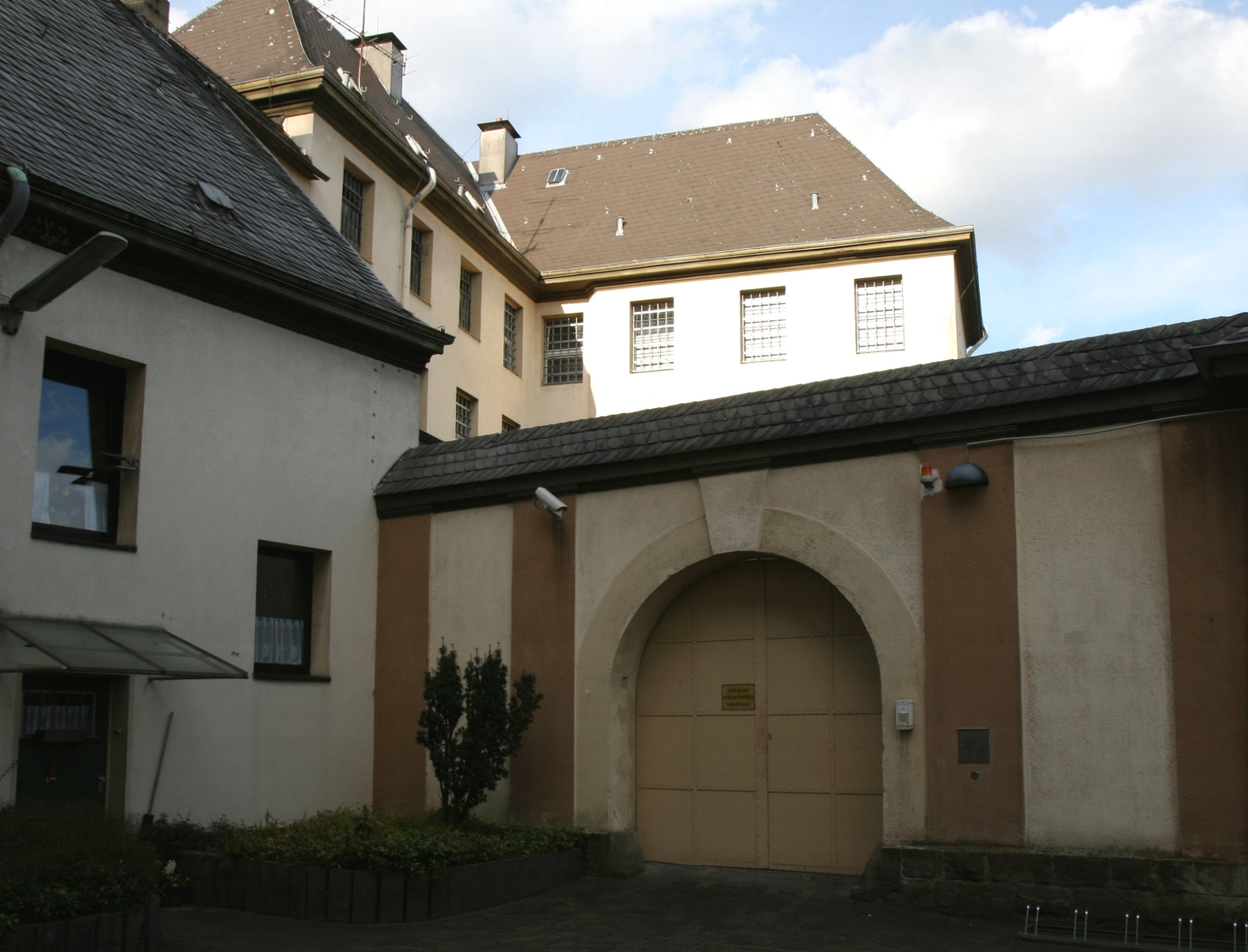
Jugendarrestanstalt

Das neobarocke Hauptgebäude befindet sich in der Gustav-Vorsteher-Straße 1 im Ortskern von Wetter (Stadtteil Alt-Wetter). Es steht ebenso wie das früher als Richterwohnung genutzte Nebengebäude Kaiserstraße 124 und die angrenzende Jugendarrestanstalt seit 1994 als Baudenkmal unter Denkmalschutz. Es ist unter der Nr. 21 in der Baudenkmalliste von Wetter verzeichnet.

## Geschichte
Bereits im 13. Jahrhundert war die Freiheit Wetter um die Burg Wetter Gerichtsort. Das Amtsgericht wurde aufgrund eines preußischen Gesetzes vom 16. Juni 1909 zum 1. Februar 1914 eingerichtet. Es erhielt dabei vom Amtsgericht Hagen die Gemeinden Wetter, Ende, Volmarstein, Esborn, Wengern und die zur Stadtgemeinde Herdecke gehörenden Wohnplätze Gut Schede, Ölmühle, Sägemühle und Voßkuhle sowie vom Amtsgericht Haspe die Gemeinden Grundschöttel und Silschede zugewiesen.

## Übergeordnete Gerichte
Dem Amtsgericht Wetter ist das Landgericht Hagen unmittelbar übergeordnet. Zuständiges Oberlandesgericht ist das Oberlandesgericht Hamm.